# Coniceromyia stephensoni
Coniceromyia stephensoni är en tvåvingeart som beskrevs av Peterson 1982. Coniceromyia stephensoni ingår i släktet Coniceromyia och familjen puckelflugor.
Artens utbredningsområde är Panama. Inga underarter finns listade i Catalogue of Life.